# شهيد أباد (كوهستان)
شهيد أباد (بالفارسية: شهیدآباد) هي قرية تقع في إيران في Kuhestan Rural District. يقدر عدد سكانها بـ 4,086 نسمة .